# Gondolići
Gondolići – wieś w Chorwacji, w żupanii istryjskiej, w mieście Labin. W 2011 roku liczyła 74 mieszkańców.